# Phragmatobia hemigena
Phragmatobia hemigena är en fjärilsart som beskrevs av Grasler 1850. Phragmatobia hemigena ingår i släktet Phragmatobia och familjen björnspinnare. Inga underarter finns listade i Catalogue of Life.